# Кислег
Кислег (нем. Kißlegg) — община в Германии, в земле Баден-Вюртемберг. 

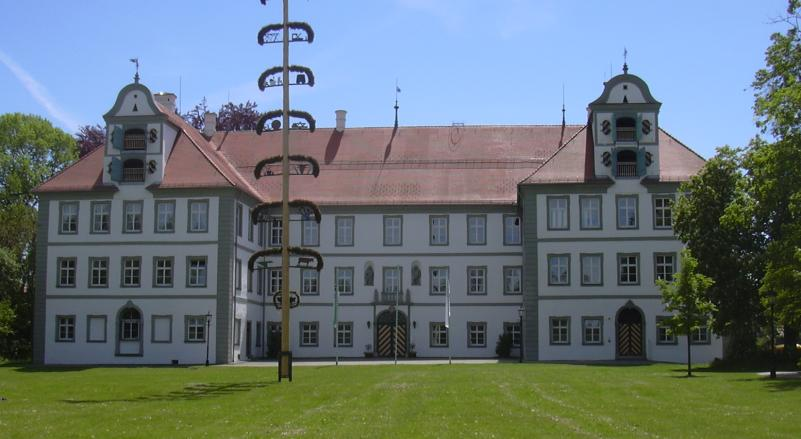
Замок

Подчиняется административному округу Тюбинген. Входит в состав района Равенсбург.  Население составляет 8515 человек (на 31 декабря 2010 года). Занимает площадь 92,40 км².